# Feng Sushi
Feng Sushi ist ein seit 2019 täglich ausgestrahltes Youth- und Popkulturmagazin des Österreichischen Fernsehsenders A1now TV. Das Feng-Sushi-Studio befindet sich in der Wiener Mariahilfer Straße.

## Inhalt
Feng Sushi wird in Wien produziert für die Zielgruppen Generation Z und Millennials. Das Youth- und Popkulturmagazin lädt regelmäßig Bands, Musiker, Influencer und andere interessante Persönlichkeiten in die Sendung ein. Der Schwerpunkt liegt auf Newcomer und Trends innerhalb verschiedener Subkulturen.
Die Moderatoren Anna Illenberger, Yves Jambo und Kirill Komar führen jeweils zu zweit von Montag bis Freitag durch die Sendung. Dazu gibt es mindestens einmal pro Woche eine Live-Session meist österreichischer Musiker mit ihren aktuellen Songreleases und Interviews und Challenges mit publikums-relevanten Persönlichkeiten, wie Künstlern und Influencern.
Um die Österreichische Musikszene auch während der Corona-Krise zu unterstützen, bot das Magazin Künstlern die Möglichkeit, Projekte, Performances, Interviews und selbst aufgenommenes Videomaterial zu senden. Dies wurde anschließend von der Redaktion geschnitten und im Programm unter dem Überbegriff „Feng Sushi Room Service“ ausgestrahlt.

## Ausstrahlung
Seit dem 13. Mai 2019 läuft Feng Sushi im linearen TV bei A1now, sowie for free auf der A1now.tv-Onlineplattform. Die Ausstrahlung im linearen Fernsehen findet von Montag bis Freitag um 15 Uhr und als Wiederholung um 19 Uhr sowie am Morgen des nächsten Tages statt. Am Wochenende erscheint die Sendung als Block von fünf hintereinander gespielten Folgen auf A1now. Im Social-Media-Bereich ist Feng Sushi auf Instagram vertreten, wo per IGTV auch ganze Sendungsausschnitte gezeigt werden. Bis Sommer 2020 moderierten noch Law Wallner und Fabian Unger die Sendung gemeinsam mit Anna Illenberger und Yves Jambo. Nach ihrem Ausscheiden aus der Show, wurde das Moderationsteam mit Kirill Komar verstärkt. 